# Macx Davies
Macx Davies (* 24. Dezember 1992 in Canmore) ist ein ehemaliger kanadischer Biathlet.

## Karriere
Macx Davies lebt in Canmore und startet für den Canmore Nordic Ski Club. Er wird von Richard Boruta trainiert und gehört seit 2009 dem Junioren-Nationalkader Kanadas an. Er begann seine Karriere als Jugendsportler auf nationaler Ebene. Bei den Kanadischen Jugendmeisterschaften 2010 in Canmore gewann er im Sprint die Silber- im Verfolgungsrennen die Bronzemedaille. Ein Jahr später wurde er in Charlo Zweiter in Einzel und Sprint sowie Dritter im Verfolgungsrennen. Zudem nahm sie erstmals in Nové Město na Moravě an Juniorenweltmeisterschaften teil und wurde 34. des Einzels, 19. des Sprints, 29. der Verfolgung und Stuart Harden sowie Christian Gow Siebter des Staffelrennens. Auch 2012 nahm er in Kontiolahti an den Juniorenweltmeisterschaften teil und lief auf die Ränge 72 im Einzel, 61 im Sprint und mit Jasper MacKenzie, Aaron Gillmor und Kurtis Wenzel auf Platz sechs im Staffelrennen. National gewann er im Sprint von Valcartier die Silbermedaille. 2013 nahm Davies zum dritten Mal an den Juniorenweltmeisterschaften teil und belegte die Plätze acht im Einzel, 30 im Sprint, 33 in der Verfolgung und mit der Staffel sieben. 2013 startete er auch bei den Juniorenrennen der Europameisterschaften in Bansko und wurde 41. des Einzels, 27. des Sprints und 17. der Verfolgung. Im Sommerbiathlon gewann Davies bei den Nordamerikameisterschaften 2010 in Canmore die Titel in Sprint und Verfolgung.
Bei den Nordamerikameisterschaften 2012 in Canmore wurde Davies Fünfter des Verfolgungsrennens. In der Saison 2012/13 erreichte er bei einem Verfolger in Valcartier hinter Raileigh Goessling und Marc-André Bédard erstmals als Dritter eine Podiumsplatzierung. 2013 bestritt er in Martell seine ersten Rennen im IBU-Cup und wurde 46. des Sprints und 44. des Verfolgungsrennens. Kurz darauf gewann er in Osrblie als 40. eines Einzels seinen ersten IBU-Cup-Punkt, im Sprint erreichte er als 38. seine bislang beste Platzierung in der Rennserie.

## Statistiken

### Weltcupplatzierungen
Die Tabelle zeigt alle Platzierungen (je nach Austragungsjahr einschließlich Olympische Spiele und Weltmeisterschaften).
- 1.–3. Platz: Anzahl der Podiumsplatzierungen
- Top 10: Anzahl der Platzierungen unter den ersten zehn (einschließlich Podium)
- Punkteränge: Anzahl der Platzierungen innerhalb der Punkteränge (einschließlich Podium und Top 10)
- Starts: Anzahl gelaufener Rennen in der jeweiligen Disziplin
- Staffel: inklusive Mixed- und Single-Mixed-Staffeln

| Platzierung         | Einzel | Sprint | Verfolgung | Massenstart | Staffel | Gesamt |
| ------------------- | ------ | ------ | ---------- | ----------- | ------- | ------ |
| 1. Platz            |        |        |            |             |         |        |
| 2. Platz            |        |        |            |             |         |        |
| 3. Platz            |        |        |            |             |         |        |
| Top 10              |        | 1      |            |             | 4       | 5      |
| Punkteränge         |        | 4      | 1          |             | 11      | 16     |
| Starts              | 5      | 21     | 7          |             | 11      | 44     |
| Stand: Karriereende |        |        |            |             |         |        |

### Olympische Winterspiele
Ergebnisse bei Olympischen Winterspielen:
|                                             | Einzelwettbewerbe | Einzelwettbewerbe | Einzelwettbewerbe | Einzelwettbewerbe | Staffelwettbewerbe | Staffelwettbewerbe |
| Sprint                                      | Verfolgung        | Einzel            | Massenstart       | Herrenstaffel     | Mixedstaffel       |                    |
| ------------------------------------------- | ----------------- | ----------------- | ----------------- | ----------------- | ------------------ | ------------------ |
| Olympische Winterspiele 2018 \| Pyeongchang | –                 | –                 | –                 | –                 | 11.                | –                  |